# فضيحة تسريب وثائق سرية إسرائيلية عام 2024
في الأول من نوفمبر/تشرين الثاني 2024، أفادت التقارير أن مسؤولين حكوميين مقربين من رئيس الوزراء الإسرائيلي بنيامين نتنياهو سربوا أسرار الدولة المتعلقة بأهداف حرب غزة. ويقوم جهاز الأمن الداخلي الإسرائيلي (شين بيت)، بالتعاون مع الجيش والشرطة، بالتحقيق في الفضيحة.   وقد تم القبض على عدد من المشتبه بهم، في حين قال رئيس الوزراء إنه لم يتم القبض على أي من مساعديه. وذكرت صحيفة "يديعوت أحرونوت" أن أحد المعتقلين حضر اجتماعات سرية مع نتنياهو في مقر وزارة الدفاع. وذكر موقع أكسيوس الأمريكي أن اعتقال أربعة أفراد، من بينهم إيلي فيلدشتاين، المتحدث باسم نتنياهو، يعد محور ما يعتبر الفضيحة الأكثر أهمية في الحكومة الإسرائيلية منذ بداية الحرب. 
وتدعم هذه الفضيحة التقارير السابقة التي تفيد بأن نتنياهو كان عازماً على عرقلة أي اتفاق لوقف إطلاق النار لتجنب مواجهة المحاكمة والانتخابات المبكرة والمساءلة عن الخلل الأمني الكبير أثناء عملية طوفان الأقصى.

## التفاصيل
بدأت القضية بمقال نشرته صحيفة The Jewish Chronicle في 5 سبتمبر 2024، زعم أن زعيم حماس يحيى السنوار كان محاطًا بحلقة مكونة من حوالي 20 رهينة وكان يخطط "لتهريب نفسه وقادة حماس المتبقين مع الرهائن الإسرائيليين" إلى مصر ثم إلى إيران، عبر ممر فيلادلفيا. في مقال نُشر في صحيفة بيلد الألمانية في السادس من سبتمبر، زعم المقال أنه يصف وثيقة "سرية" توضح استراتيجية التفاوض التي تتبعها حماس مع إسرائيل.
تم سحب المقال من صحيفة The Jewish Chronicle بعد أيام قليلة باعتباره ملفقًا تمامًا وتسبب في فضيحة كبرى للنشر، حيث استقال العديد من الكتاب احتجاجًا.
وذكر تقرير صحيفة "بيلد" الألمانية أنه تم العثور على وثيقة على جهاز كمبيوتر يُعتقد أنه يخص يحيى السنوار، رئيس المكتب السياسي لحركة حماس آنذاك، تتضمن "إرشادات لتحقيق وقف إطلاق النار" التي وافق عليها السنوار شخصيًا. وبحسب الوثيقة المزعومة، فإن حماس لم تهدف إلى إنهاء الصراع بسرعة، بل سعت إلى تحسين شروط الاتفاق، حتى لو أدى ذلك إلى إطالة أمد الصراع. وزعمت الوثيقة أن استراتيجية حماس تعتمد على عدة محاور، منها الضغط النفسي على عائلات الأسرى بهدف زيادة الضغط الشعبي على الحكومة الإسرائيلية، واستنزاف الموارد السياسية والعسكرية لإسرائيل، وتكثيف الضغوط الدولية على الجانب الإسرائيلي. في الثامن من سبتمبر/أيلول، أفادت قوات الاحتلال الإسرائيلية أن الوثيقة كانت في الواقع وثيقة قديمة عُثر عليها قبل خمسة أشهر، وأنها لم يكتبها السنوار ولم تؤخذ من أي مكان قريب من السنوار، بل "كتبت كتوصية من الرتب المتوسطة في حماس". وبحسب العديد من وسائل الإعلام الإسرائيلية، فإن محتوى الوثيقة كان غير دقيق في مقالة بيلد وفي الإشارات اللاحقة التي أشار إليها نتنياهو. وعلى وجه التحديد، لم يكن هناك اقتباس مزعوم من الوثيقة يوضح أن حماس ليست مهتمة بصفقة الرهائن موجودًا في الوثيقة على الإطلاق - في الواقع، أوضحت الوثيقة أن حماس كانت مهتمة جدًا بالتوصل إلى صفقة.
وزعم المنتقدون أن المقالين يهدفان إلى منح نتنياهو غطاء سياسي، في الوقت الذي كانت فيه محادثات وقف إطلاق النار في غزة متوقفة بسبب إصرار نتنياهو على أن إسرائيل بحاجة إلى الاحتفاظ بقوة عسكرية في ممر فيلادلفيا. وفي الوقت الذي نشرت فيه المقالات، واجه نتنياهو انتقادات شديدة من عائلات الرهائن والجمهور الإسرائيلي، الذين ألقوا باللوم عليه في الفشل في التوصل إلى اتفاق.

## ردود الفعل
انتقد زعيما المعارضة يائير لابيد وبيني غانتس نتنياهو، ووصفا الفضيحة بأنها "جريمة وطنية، حيث صرح لابيد أن الخطر الحقيقي قد يأتي من داخل مكتب رئيس الوزراء نفسه. وأضاف أن الفضيحة تهز أسس الثقة التي وضعها الشعب الإسرائيلي في قيادته. وفي مؤتمر صحفي، قال لابيد إنه إذا كان نتنياهو على علم بالتسريبات، "فإنه متواطئ في واحدة من أخطر الجرائم الأمنية"، وإذا لم يكن على علم بذلك، فإنه غير لائق للمنصب. قال بيني غانتس، الذي كان حتى وقت قريب جزءًا من حكومة حرب نتنياهو، في نفس الحدث إنه إذا تم استخدام معلومات أمنية حساسة في "حملة البقاء السياسي"، فلن يكون ذلك جريمة جنائية فحسب، بل "جريمة ضد الأمة".
قال منتدى أهالي المختطفين في بيان: "إن الهجوم على الرهائن وعائلاتهم له عنوان ومرسل ودوافع تشكل تهديدا حقيقيا للأمن الوطني وأهداف الحرب. وتشير مجموعة الأدلة التي يزعم أنها تراكمت في هذه القضية الخطيرة التي يحقق فيها جهاز الأمن العام (الشاباك) حاليا، إلى أن الدائرة المقربة من رئيس الوزراء تصرفت بطريقة تضر بالأمن القومي بهدف إحباط عودة الرهائن. ... وتشير الشكوك إلى أن الأشخاص المرتبطين برئيس الوزراء تصرفوا لتنفيذ واحدة من أكبر عمليات الخداع العام في تاريخ الدولة. إن الحكومة التي تخلت عن المواطنين الذين أصبحوا ضحايا لعمليات اختطاف قاسية تعمل فعلياً على تشويه سمعتهم وإلحاق الضرر بالرأي العام فيما يتصل بواجب إعادتهم ـ وكأنهم أعداء الأمة.
وصف مقال في صحيفة " إسرائيل اليوم" المؤيدة لنتنياهو الفضيحة بأنها "واحدة من أخطر الفضائح التي شهدتها إسرائيل على الإطلاق.. إن الضرر الذي أحدثته يتجاوز نطاق الأمن القومي ويثير الشكوك في أن مكتب رئيس الوزراء تحرك لإفشال صفقة الرهائن، على عكس أهداف الحرب".

## تحليلات
مع تزايد الاتهامات والتسريبات المستمرة، قد تكون مسيرة نتنياهو السياسية في خطر. ومع ذلك، حذرت صحيفة هآرتس من أن المعارضة يجب أن تخفف من توقعاتها. 